# 前之園喜一郎
前之園 喜一郎（まえのその きいちろう、1890年12月4日 - 1971年2月17日）は、日本の政治家。参議院議員（1期）。弁護士。

## 経歴
鹿児島県出身。指宿生まれ、鹿屋育ち。16歳のときに台湾鉄道教習所に入り、25歳の頃まで台湾総督府鉄道勤務。旧制中・高の検定試験と文官試験を受けて台湾鉄道学校の教官となるが、大卒でないと不利だと感じたため、東京へ出て日本大学に入学する。上京に際しては、台湾の産業交通に関する本を制作・販売して資金をつくった。日本大学法科及び明治大学高等研究科卒。
1922年に弁護士試験に合格。東京で開業した後、鹿児島に移って事務所を開設（1923年）。鹿児島弁護士会長、鹿児島市議、同議長を経て、1947年8月の参議院鹿児島地方区から立候補して当選、参議院議員を1期務め、決算委員長を歴任した。
1955年の鹿児島市長選挙に立候補したが、現職の勝目清に敗れた。
1966年秋の叙勲で勲三等旭日中綬章受章。
1971年2月17日死去、80歳。死没日をもって正五位に叙される。